# Nikólaos Tompázis
Nikólaos Tompázis (řecky Νικόλαος Τομπάζης, N. A. Tombazi 1894 Petrohrad – 1986) byl řecký fotograf.

## Životopis
Tompázis se narodil v roce 1894 v Petrohradu, Rusko, kde jeho otec sloužil jako velvyslanec na řeckém velvyslanectví, ačkoli jeho narození bylo registrováno na ostrově Hydra v rodinném domě. Tompázis byl vzděláván v Řecku a sloužil svou vojenskou službu v balkánských válkách. Byl zaměstnán v obchodní společnosti Ralli Brothers a pracoval hlavně v jejich kanceláři v Kalkatě. Po více než třiceti letech práce u firmy se v roce 1946 vrátil do Řecka, usadil se v Aténách a stal se profesionálním fotografem.
Tompázis byl označovaný jako „dobrodruh v životě a umění“, Jeho hlavními zájmy byly fotografování a horolezectví, dalšími koníčky byly rybaření a chov psů s rodokmenem. Jeho láska k fotografii a lezení byla motivována již v raném věku poté, co dostal svůj první fotoaparát, Box Brownie No 2, se kterým od svých 16 let podnikal výlety po archeologických nalezištích a treky v horách Řecka. Později lezl v Himálaji a švýcarských Alpách, které hodně fotografoval, stejně jako natáčel své horské výpravy. V archivu Královské geografické společnosti, jejímž byl členem, je Tompázis zaznamenán jako „kandidát na expedici na Everest, fotograf a cestovatel“.
Tompázis byl také členem Královské fotografické společnosti v Londýně, Fédération de l'Art Photographique ve Švýcarsku a pokladníkem Fotografické společnosti v Kalkatě. Jeho druhá kariéra fotografa vedla k tomu, že se vrátil k fotografování archeologických nalezišť a vykopávek. Ve spolupráci s Archeologickou společností zaznamenal vykopávky archeologů Takise Theocharise v lokalitě Askitario v Rafině a Yannise Papadimitriou v Brauronu a Merendě, a stal se známým jako jeden z nejlepších fotografů v oboru. To vedlo k jeho práci pro Řeckou národní radu pro cestovní ruch a s Christianem Zervosem pro jeho časopis Cahiers d'Art.
V roce 1962 Tompázis navštívil horu Athos a pořídil sérii fotografií architektury a umění klášterů a také zaznamenal každodenní život mnichů v athonitské komunitě. V roce 1982 byl výběr fotografií Mount Athos vystaven na British Council na výstavě s názvem Nikolaos Tombazis: An Exhibition of Photographs of Mount Athos. Fotografie Mount Athos pořízené Tompázisem jsou také uloženy v Conwayově knihovně v Courtauldově institutu umění, jejíž archiv, především architektonických snímků, je digitalizován v rámci širšího projektu Courtauld Connects. Novější výstava jeho práce, Nikolaos Tombazis (1894–1986) Indie-Řecko, byla vystavena v muzeu Benaki v roce 2005.
Tompázis zemřel v roce 1986 a jeho rodina, ke které patří jeho syn, architekt Alexandros Tompázis a jeho vnuk Nikolas Tompázis, darovala jeho archiv více než 30 000 negativů a velké množství originálních tisků muzeu Benaki. Fotografie od Tompáziho také uchovává Muzeum J. Paula Gettyho.

## Yetti
Během britské geologické expedice do tibetského Himálaje v roce 1925 v nadmořské výšce okolo 4600 m n. m. údajně spatřil Yettiho. Tompázis k tomu později uvedl:
„Tvar postavy byl nepochybně lidský; pohybovala se vzpřímeně a čas od času se zastavila, přičemž tahala a vytrhávala keříky trpasličích rododendronů. Na pozadí sněhu vypadala tmavě a přišlo mi, že na sobě neměla žádné oblečení.“

Když asi o dvě hodiny později Tompázis a jeho společníci sestupovali z hory, našli stopy, které přiřadili pozorované bytosti. Stopy popsali jako „tvarem podobné lidským, ale jen šest až sedm palců (15,5–18 cm) dlouhé a čtyři palce (10 cm) široké... Otisky byly nepochybně stopami dvounožce.“ Tompázis v Yettiho nevěřil a pozorovanou postavu měl za putujícího poustevníka. O svých zážitcích napsal knihu s názvem Account of a Photographic Expedition to the Southern Glaciers of Kangchenjunga in the Sikkim Himalaya, která vyšla v roce 1925.